# زمین‌لرزه ۲۰۰۹ پاپوآ
زمین‌لرزه پاپوآ  در تاریخ ۳ ژانویه ۲۰۰۹ میلادی، برابر با ‎۱۴ دی ۱۳۸۷، ساعت ۱۹:۴۳:۵۰٫۷ به زمان یوتی‌سی در اندونزی ، منطقه پاپوآی غربی رخ داد.ژرفای این زلزله ۱۷٫۰ کیلومتر بود. بزرگی آن ۷٫۶ در مقیاس Mw بدست آمده‌است.
شمار کشتگان نزدیک به ۴ نفر گزارش شده‌است.
پروژهٔ جهانی تنسور گشتاور مرکزوار پارامتر زمان مرکزوار زمین‌لرزه را با اختلاف ۱۸٫۳ ثانیه نسبت به زمان رخداد اشاره شده در بالا و مختصات مرکزوار را در ۰°۲۳′جنوبی ۱۳۲°۵۰′شرقی / ۰٫۳۸°جنوبی ۱۳۲٫۸۳°شرقی محاسبه کرد و همچنین، ژرفا در ۱۵٫۲ کیلومتر بدست آمده‌است. در این محاسبات زاویه‌های (راستا، شیب، ریک) گسل سازندهٔ زمین‌لرزه و صفحه عمود بر آن برابر با (°۹۹، °۲۳، ° ۴۷) یا (°۳۲۴، °۷۳، ° ۱۰۶) حاصل شده‌است.